# Eva Mendes

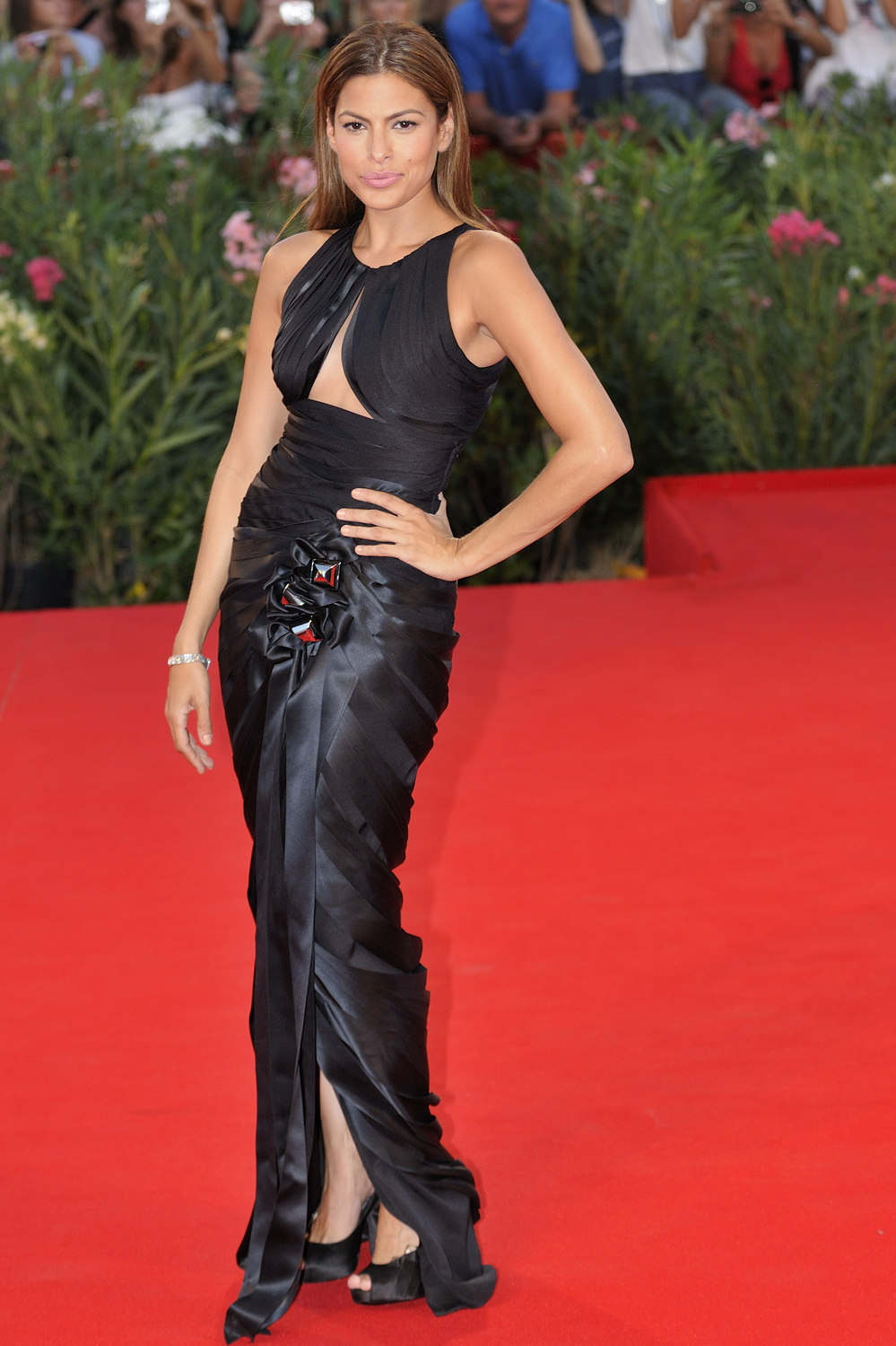
Mendes na festiwalu w Wenecji w 2009

Eva de la Caridad Mendes (ur. 5 marca 1974 w Miami) – amerykańska aktorka.

## Życiorys
Jest córką emigrantów z Kuby. Została dostrzeżona w Los Angeles przez fotografa, który poprosił ją o uczestnictwo w sesji zdjęciowej. Po raz pierwszy pojawiła się na ekranie w jednym z odcinków serialu telewizyjnego Ostry dyżur (1998). W tym samym roku zagrała w filmie Dzieci kukurydzy V: Pola grozy.
Uznanie przyniosła jej rola Sary Harris w dramacie Dzień próby. Zagrała Roxane Simpson w filmie Ghost Rider (2007).
Jest ambasadorką firmy kosmetycznej Revlon. Wzięła udział w kampanii People for the Ethical Treatment of Animals przeciwko noszeniu futer.

## Życie prywatne
Od 2011 jest w związku z Ryanem Goslingiem, z którym ma dwie córki: Esmeraldę Amadę (ur. 2014) i Amadę Lee (ur. 2016).

## Filmografia

### Filmy
- 2014 – Lost River jako Cat
- 2013 – Co było, a nie jest (Clear History) jako Jennifer
- 2012 – Drugie oblicze (The Place Beyond the Pines) jako Romina
- 2012 – Holy Motors jako Kay M
- 2012 – Edukacja Grace (Girl in Progress) jako Grace
- 2011 – Szybcy i wściekli 5 (Fast Five) jako Monica Fuentes
- 2010 – Zeszłej nocy (Last Night) jako Laura
- 2010 – Policja zastępcza (The Other Guys) jako Sheila Gamble
- 2009 – Zły porucznik (The Bad Lieutenant: Port of Call – New Orleans) jako Frankie Donnenfeld
- 2008 – Kobiety (The Women) jako Crystal Allen
- 2008 – Spirit – duch miasta (The Spirit) jako Sand Saref
- 2007 – Ghost Rider jako Roxanne Simpson
- 2007 – Królowie nocy (We Own the Night) jako Amada Juarez
- 2007 – Śmierć na żywo (Live!) jako Katy
- 2007 – Ślady zbrodni (Cleaner) jako Ann Norcut
- 2005 – Hitch: Najlepszy doradca przeciętnego faceta (Hitch) jako Sara
- 2005 – Kwestia zaufania (Trust the Man) jako Faith
- 2005 – 3 + 3 (3 & 3) jako Gabriella
- 2005 – Historia Wendella Bakera (The Wendell Baker Story) jako Doreen
- 2003 – Za szybcy, za wściekli (2 Fast 2 Furious) jako Monica Fuentes
- 2003 – Wyścig z czasem (Out of Time) jako detektyw Alexandra Diaz Whitlock
- 2003 – Pewnego razu w Meksyku: Desperado 2 (Once Upon a Time in Mexico) jako agentka Ajedrez
- 2003 – Skazani na siebie (Stuck on You) jako April Mercedes
- 2002 – Liczą się tylko Frankliny (All About the Benjamins) jako Gina
- 2001 – Dzień próby (Training Day) jako Sara
- 2001 – Mroczna dzielnica (Exit Wounds) jako Trish
- 2000 – Angels! jako Kir
- 2000 – Ulice strachu: Ostatnia odsłona (Urban Legends: Final Cut) jako Vanessa Valdeón
- 2000 – The Disciples jako Maria Serranco
- 1999 – Braciszek świnka (My Brother the Pig) jako Matilda
- 1998 – Odlotowy duet (A Night at the Roxbury) jako Bridesmaid
- 1998 – Dzieci kukurydzy V: Pola grozy (Children of the Corn V: Fields of Terror) jako Kir

### Seriale
- 1998–2002 – V.I.P. jako Esmerelda (gościnnie)
- 1998–1999 – Mortal Kombat: Porwanie (Mortal Kombat: Conquest) jako Hanna (gościnnie)
- 1994–2009 – Ostry dyżur jako Donna (gościnnie)

## Nagrody i nominacje
- 2005 – Hitch: Najlepszy doradca przeciętnego faceta (nominacja) Nagroda Młodych najlepsza aktorka komediowa
- 2005 – Pewnego razu w Meksyku: Desperado 2 (nominacja) Nagroda Młodych najseksowniejsza rola kobieca